# Mandry
Mandry (ukrainien : Мандри) est un groupe ukrainien de folk rock, blues et ska, originaire de Kiev. Le groupe est formé en 1997, et son chanteur principal est Serhiy « Foma » Fomenko.

## Histoire

### Débuts (1997–1999)
Le groupe Mandry est officiellement formé en 1997 par le chanteur-compositeur-interprète Serhiy « Foma » Fomenko, qui s’était fait connaître auparavant au sein de la scène musicale underground de Kiev par son travail de création avec le groupe Den' Vmyraye Rano. Initialement la formation jouait des morceaux acoustiques à trois instruments mais à la suite de modifications de la composition du groupe un nouveau style musical se crée finalement. C’est ce genre particulier qui fait de Mandry les fers de lance de ce qui est maintenant connu sous le nom de « musique folklorique urbaine ». Leur premier concert se tient le 24 décembre 1997.
Dans la culture de la jeunesse ukrainienne contemporaine, le groupe occupe une niche musicale originale. En raison de l’éclectisme des styles de leur musique qui est un mélange de musique traditionnelle folklorique ukrainienne avec des rythmes modernes, des éléments de romantisme et de chansons françaises avec une bonne dose de reggae, blues, rock et punk, leur public comprend toutes les tranches d'âge. Leurs chansons sont pleines d'images et sont chargées d'émotion. Les motifs mélodiques entraînant rendent leur poésie accessible et se veulent pour tous publics. Le répertoire de Mandry s’est agrandi avec le temps avec de nouvelles chansons écrites par les membres du groupe et avec des reprises de chansons folkloriques traditionnelles.
En octobre 1997, l'accordéoniste Leonid Bieley rejoint le groupe. Il enrichit notamment les mélodies. Le percussionniste est également changé. C’est Salman qui rejoint le contingent de mandrivnyky (randonneurs) avec un ensemble complet de percussion. À cette époque, Mandry est probablement le seul groupe ukrainien avec un ensemble de percussions. Le même mois, le groupe dans sa nouvelle configuration joue un concert décevant et, face à cet échec, les membres du groupe se demandent s’ils doivent arrêter de jouer. Le directeur de la maison de production Asteroid change la donne lorsqu’il leur offre leur premier contrat et, avec son aide, le groupe choisit de poursuivre.
La dernière modification du groupe a lieu quand Mandry invite le batteur Andriy Zanko et le bassiste Serhiy Chehodayev qui remplace Oleksandr Kokhanivsky. À la suite de ces nouveaux changements, le son du groupe change radicalement. Leur musique est enrichie de rythmes contemporains et commence à inclure des influences mélodiques françaises. Dans les mois qui suivent, le groupe enregistre et sort sa première mini-cassette sur le label Asteroid. Ayant été enregistré à la hâte, la qualité de l'album souffre. Au cours de l'année et demie suivante, les chansons ont cependant été constamment retravaillées.
En août 1998, le groupe produit sa première vidéo de la chanson Romansero pro nizhnu Korolevu qui remporte rapidement l'approbation du public. En septembre 1998, lors du premier All-Ukrainian Music Video Contest, Mandry était dans le top trois et le directeur Anton Trofimov est également nommé pour un prix[Lequel ?][réf. nécessaire].
Le premier EP du groupe est publié en décembre 1998. Il inclut sept chansons, le clip Romansero pro nizhnu Korolevu, la MC au format MP3, des informations en html et une galerie de photos. La même année, Mandry joue à Lviv, Dnipropetrivsk, Kherson, Donetsk, Minsk et leur ville natale de Kiev.
En janvier 1999, ils filment leur deuxième vidéo sur leur chanson Kartata Sorochka à Lviv qui est diffusée sur la chaîne de télévision nationale 1+1. Dans l'ensemble, 1999 est une année très riche pour eux avec de nombreux concerts. Au printemps, ils visitent Budapest, la capitale de la Hongrie, pour prendre part à un festival commémorant le 50e anniversaire de l'UE. En été, ils jouent au Rock-Kiev, au Sziget Festival (Budapest) et au Slavianski Bazaar (Vitebsk). À la fin de l'été, ils commencent à travailler sur la vidéo de la chanson Rusalky.

### Depuis les années 2000
En avril 2000, ils sortent leur premier album studio Romansero pro nizhnu Korolevu sur le label Karavan Records et leur vidéo de la chanson Rusalky. En juin 2000, Mandry participent au Festival international de la culture ukrainienne qui a lieu à Sopot, Pologne. En septembre, ils participent au festival de Rock-Existence à Kiev. En novembre, ils sortent leur EP Rusalky chez Karavan Records.
Du 14 au 26 mai 2001, Mandry est en tournée à travers la Pologne. Pendant deux semaines, ils jouent 11 concerts à Wrocław, Varsovie, Cracovie, Szczecin, Gliwice, Białystok, Olsztyn, Sopot et Lublin. Début novembre 2001 Creon Musique, un label discographique français, publie une compilation appelée Rock ukrainien, comprenant quelques chansons de Mandry. En mars 2002, la vidéo Dochka melnyka est montrée à la télévision ukrainienne.
Le 19 mai 2002 Mandry, en collaboration avec d'autres groupes et artistes ukrainiens joue un concert à l'hippodrome de Londres. Ce spectacle faisait partie du Festival de la culture ukrainienne de Grande-Bretagne. Fin septembre 2002, leur première vidéo animée de la chanson Orysya passe à la télévision ukrainienne. Le 17 octobre 2002, leur deuxième album, Legenda pro Ivanka ta Odarku est publié en Ukraine par le label Lavina Music.
Le 17 mai 2003, le groupe prend part au festival international « La Journée de l'Europe unie » à Kiev. Fin août 2003 Mandry commence le tournage de la vidéo Vitre Tsyhane. En 2004, Mandry réalise une importante tournée de concerts en Ukraine pour soutenir la campagne de Viktor Iouchtchenko à l’élection présentielle ukrainienne. Ils continuent à jouer pour un public varié et dans certaines parties de l'Ukraine où ils étaient complètement inconnus jusqu’alors. Au cours des manifestations qui suivent les résultats des élections contestées à la fin 2004, Mandry était l'un des nombreux groupes qui se produisait sur scène à « Maidan Nezalezhnosti » (Independence Square) à Kiev pour divertir les manifestants de la Révolution orange.
En 2005, le groupe enregistre son dernier album Doroha, qui est publié en février 2006. À cette époque, ils prennent souvent part à des festivals folkloriques et donnent des concerts en Ukraine et dans les pays voisins. En mars 2006, ils réalisent une nouvelle vidéo de leur chanson Ne spy moya ridna zemlya, un clip avec des images illustrant l'histoire de l'Ukraine et de ses héros.

## Membres actuels
- Serhiy « Foma » Fomenko - chant principal, guitare, sopilka (flûte traditionnelle)
- Leonid « Lyonya » Bieley - accordéon, synthétiseur, chœurs
- Serhiy « Chizh » Chehodayev - basse, chœurs
- Andriy Zanko - batterie, chœurs
- Salman Salmanov Mamed-Ohly - percussions, chœurs

## Discographie

### Albums studio
- 2000 : Romansero pro nizhnu korolevu (Романсеро про ніжну королеву) (réédité en 2002)
- 2002 : Lehenda pro Ivanka ta Odarku (Легенда про Івана та Одарку)
- 2006 : Doroha (Дорога)

### Singles
- 1998 : Mandry (Мандри)
- 2000 : Rusalky (Русалки)

### Albums live
- 2007 :  Mandry u Krayini Mriy (Мандри у Країні Мрій)